# Clem Daniels
Clem Daniels (McKinney, Texas, 1935. október 3. – Oakland, Kalifornia, 2019. március 23.) amerikai amerikaifutball-játékos.

## Pályafutása
1960-ban a Dallas Texans, 1961 és 1967 között az Oakland Raiders, 1968-ban a San Francisco 49ers játékosa volt. 1967-ben a Raiders együttesével az AFL-bajnoka lett.

## Sikerei, díjai
- AFL
  - bajnok: 1967
- Az AFL legértékesebb játékosa díj (1963)